# Buchón gaditano

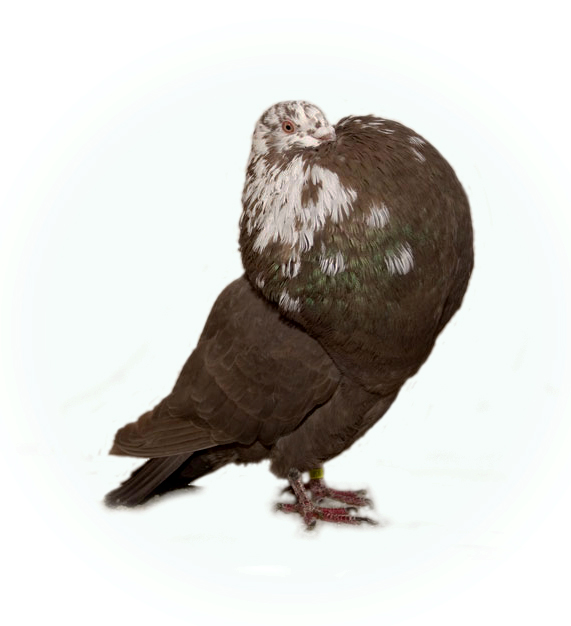
Buchón gaditano

El buchón gaditano, también llamado buchón jerezano o buchón isleño, es una raza de palomo española originaria de la provincia de Cádiz, en  Andalucía.

## Origen
Procede del cruce del buchón gorguero, con el buchón rafeño, el buchón colitejo (un antiguo buchón marchenero más rústico que el actual) y, posiblemente, algún buchón francés. 

## Uso
Los colombófilos lo consideran un animal de compañía, de exposición y para concursos de vuelo.

## Población
En España posiblemente sea la raza de buchón más criada después del buchón jiennense.